# Рандстад
Ра́ндстад (нидерл. Randstad «кольцевой город»; также Рандстад Голланд) — полицентрическая городская агломерация (конурбация) на западе Нидерландов, включающая в себя четыре крупнейших города страны — Амстердам, Роттердам, Гаагу и Утрехт. В её границах находятся главные по значимости города Нидерландов: Амстердам — столица; Гаага — резиденция парламента, правительства и международных правовых органов; Роттердам — крупнейший международный порт; Лейден — старейший университетский город.
Расположен в провинциях Южная и Северная Голландия, Утрехт и Флеволанд.

## География

### Населённые районы и «Зелёное сердце»
Название объясняется тем, что агломерация в плане представляет собой окружность (диаметром в 60 км) с урбанизированными районами по краям и менее застроенной территорией в центре. Сельскохозяйственный район в центре (площадью 1800 км²) называют «зелёным ядром» (или «зелёным сердцем» — нидерл. Groene Hart) Голландии. С уменьшением значимости сельского хозяйства территория сохраняется как имеющая рекреационное значение. Между городками и агломерациями Рандстада сохраняются буферные зелёные зоны.
Население Рандстада составляет около 7 млн человек (почти половина населения Нидерландов). Из них около 4 млн живут непосредственно в урбанизированных зонах.

### «Крылья»
В конурбации легко выделяются юго-западное и северо-восточное крылья:
- «Северное крыло» (нидерл. Noordvleugel) — агломерации Амстердама и Утрехта, Алмере, Харлем; это территории провинций Северная Голландия, Утрехт и Флеволанд;
- «Южное крыло» (нидерл. Zuidvleugel) — агломерации Роттердама и Гааги, Лейден, Делфт и другие города Южной Голландии.

## Транспорт
Легкорельсовый транспорт RandstadRail, действующий с 2006 года, несмотря на название, работает только на небольшой территории в юго-западной части конурбации, между Роттердамом и Гаагой.

## Список городов
- Роттердам
- Гаага
- Лейден
- Делфт
- Гауда
- Зутермер
- Дордрехт
- Харлем
- Амстердам
- Алкмар
- Хилверсюм
- Алмере
- Лелистад
- Утрехт
- Амерсфорт